# Daniel Gallery
Daniel Vincent Gallery (ur. 10 lipca 1901 w Chicago, zm. 16 stycznia 1977 w Bethesda) – amerykański oficer, kontradmirał (rear admiral) US Navy. W młodości zapaśnik walczący w stylu klasycznym. Olimpijczyk z Antwerpii 1920, gdzie zajął dziewiąte miejsce w wadze piórkowej.
Podczas II wojny światowej dowodził m.in. lotniskowcem eskortowym USS Guadalcanal i wsławił się zdobyciem niemieckiego okrętu podwodnego U-505. Po wojnie był dowódcą lotniskowca USS Hancock. 

## Letnie Igrzyska Olimpijskie 1920
| Konkurencja      | Rundy eliminacyjne          | Rundy eliminacyjne    | Rundy eliminacyjne     | Klas. końcowa |
| Konkurencja      | I runda                     | II runda              | Baraż o 2. miejsce     | Miejsce       |
| ---------------- | --------------------------- | --------------------- | ---------------------- | ------------- |
| 60 kg styl wolny | Johannes van Maaren (NED) Z | Oskari Friman (FIN) P | Sander Boumans (BEL) P | 9.            |